# Version 5.0
『Version 5.0』（バージョン・ゴ・テン・ゼロ）は、2023年8月30日に発売されたWANDSの7枚目のアルバム。
ゴリゴリのハードチューンからドラマチックなバラードまで、「第5期=Version 5.0」のWANDSならではのロックナンバーが詰め込まれた作品であると紹介されている。

## 概要
アルバムのリリースは、2020年に発売された第5期として初めてのオリジナルアルバム「BURN THE SECRET」以来となる。
前作は過去曲の第5期リメイクが10曲中4曲収録されていたが、本作は「世界が終るまでは…」「MILLION MILES AWAY」そして通常盤ボーナストラックの「ありふれた言葉で」と全13曲中3曲となっている。
柴崎は、前作は今までのWANDSを意識して制作していたが、本作は過去に囚われずふっきれた感覚があり、第5期らしく活動できるようになってきたと感じている。ようやくスタートラインに立てたという気持ちで、そういった意味も含めて「Version 5.0」というタイトルになった。
上原も、前作は自分にない部分をフィクション的に作っている部分があったが、本作は今の自分の心境が溢れ、自分を出せたとしている。その上で、90年代のWANDSを知らない世代にも先入観なく聴いて好きになってほしいと語った。また、前作を木村真也が「過去のWANDSと今のWANDSを繋ぐ接着剤」と表現したが、上原は、制作活動やライブの経験を通してもう接着剤は必要ないと確信し、WANDSヴォーカルとしての上原大史を確立できたと自信を滲ませた。
本アルバムのリリースにあたり、「RAISE INSIGHT」以外の既発表曲は柴崎浩によってミックスし直された。

## リリース

### リリースの形態
シングル曲（「カナリア鳴いた頃に」「YURA YURA」「愛を叫びたい」「世界が終るまでは… [WANDS 第5期 ver.]」「RAISE INSIGHT」）のMVが収録された特典blu-rayを含む初回限定版 A、未公開写真を掲載したフォトブックレットを含む初回限定版 B、ボーナストラックを含む通常盤の3形態でリリースされた。
初回限定版 Aおよび初回限定版 Bは全12曲収録。通常盤は共通の12曲に加えてボーナストラック「ありふれた言葉で [Acoustic Version 5.0]」を含む13曲を収録している。
| 対象店舗                 | 特典内容                                                     | 出典   |
| ------------------------ | ------------------------------------------------------------ | ------ |
| 楽天ブックス             | アクリルコースター                                           | [ 16 ] |
| セブンネットショッピング | アクリルカラビナ                                             | [ 16 ] |
| Musing                   | メンバーサイン（プリント）入りアーティストカード（A5サイズ） | [ 16 ] |
| 全国の応援店             | WANDSオリジナルWステッカー（CDサイズ）                       | [ 16 ] |

| 地域       | 店舗                                     | 出典   |
| ---------- | ---------------------------------------- | ------ |
| 全国       | タワーレコード全店                       | [ 16 ] |
| 全国       | HMV全店（一部対象外店舗あり）            | [ 16 ] |
| ECサイト   | タワーレコードオンライン                 | [ 16 ] |
| ECサイト   | HMV&BOOKS ONLINE                         | [ 16 ] |
| ECサイト   | TSUTAYA ONLINE SHOPPING                  | [ 16 ] |
| 北海道     | CD PLAZA WAVE WOW店                      | [ 16 ] |
| 北海道     | コーチャンフォー美しが丘店               | [ 16 ] |
| 北海道     | コーチャンフォー釧路店                   | [ 16 ] |
| 北海道     | コーチャンフォーミュンヘン大橋店         | [ 16 ] |
| 北海道     | コーチャンフォー新川通り店               | [ 16 ] |
| 北海道     | コーチャンフォー旭川店                   | [ 16 ] |
| 北海道     | コーチャンフォー北見店                   | [ 16 ] |
| 北海道     | 函館 蔦屋書店                            | [ 16 ] |
| 東北       | 成田本店 しんまち店                      | [ 16 ] |
| 東北       | M'S EXPO 盛岡店                          | [ 16 ] |
| 東北       | アメリカンウェーブ 北上店                | [ 16 ] |
| 東北       | 新星堂鶴岡店                             | [ 16 ] |
| 東北       | TSUTAYA 会津アピオ店                     | [ 16 ] |
| 東北       | TSUTAYA 桑野店                           | [ 16 ] |
| 関東       | WonderGOO日立中央店                      | [ 16 ] |
| 関東       | 紀伊國屋書店前橋店                       | [ 16 ] |
| 関東       | 紀伊國屋書店さいたま新都心店             | [ 16 ] |
| 関東       | 紀伊國屋書店流山おおたかの森店           | [ 16 ] |
| 関東       | 新星堂WonderGOOオンライン                | [ 16 ] |
| 関東       | SHIBUYA TSUTAYA                          | [ 16 ] |
| 関東       | コーチャンフォー若葉台店                 | [ 16 ] |
| 関東       | 新星堂横浜ジョイナス店                   | [ 16 ] |
| 関東       | 新星堂大和鶴間店                         | [ 16 ] |
| 中部       | Music Shop BIG 甲府昭和店                | [ 16 ] |
| 中部       | メディアランドカトー本店                 | [ 16 ] |
| 中部       | 平安堂東和田店                           | [ 16 ] |
| 中部       | 平安堂更埴店                             | [ 16 ] |
| 中部       | 平安堂若槻店                             | [ 16 ] |
| 中部       | 平安堂飯田店                             | [ 16 ] |
| 中部       | 平安堂あづみ野店                         | [ 16 ] |
| 中部       | 平安堂伊那店                             | [ 16 ] |
| 中部       | 紀伊國屋書店新潟店                       | [ 16 ] |
| 中部       | Joshin長岡愛宕店ディスクピア             | [ 16 ] |
| 中部       | サウンドエース                           | [ 16 ] |
| 中部       | 紀伊國屋書店富山店                       | [ 16 ] |
| 中部       | トオンミュージック 魚津店                | [ 16 ] |
| 中部       | トオンミュージック ファボーレ店          | [ 16 ] |
| 中部       | Joshin富山本店ディスクピア               | [ 16 ] |
| 中部       | トオンミュージック イオンかほく店        | [ 16 ] |
| 中部       | 紀伊國屋書店福井店                       | [ 16 ] |
| 中部       | 勝木書店Super KaBoS新二の宮店            | [ 16 ] |
| 中部       | 三洋堂書店 アクロスプラザ恵那店          | [ 16 ] |
| 中部       | 新星堂カラフルタウン岐阜店               | [ 16 ] |
| 中部       | イケヤ文楽館 高丘店                      | [ 16 ] |
| 中部       | TSUTAYA 藤枝瀬戸新屋店                   | [ 16 ] |
| 中部       | イケヤMARK IS静岡店                      | [ 16 ] |
| 中部       | イケヤプレ葉浜北店                       | [ 16 ] |
| 中部       | イケヤイオンモール浜松志都呂店           | [ 16 ] |
| 中部       | ニトーレコード                           | [ 16 ] |
| 中部       | 三洋堂書店 清洲店                        | [ 16 ] |
| 中部       | 三洋堂書店 大田川店                      | [ 16 ] |
| 中部       | 三洋堂書店 西尾店                        | [ 16 ] |
| 中部       | 三洋堂書店 豊川店                        | [ 16 ] |
| 中部       | 三洋堂書店 香久山店                      | [ 16 ] |
| 中部       | 新星堂名古屋店                           | [ 16 ] |
| 中部       | 新星堂アピタ長久手店                     | [ 16 ] |
| 中部       | 新星堂アピタ岡崎北店                     | [ 16 ] |
| 中部       | 新星堂リーフウォーク稲沢店               | [ 16 ] |
| 中部       | イケヤイオン小牧店                       | [ 16 ] |
| 近畿       | Music Shop BIG 津南店                    | [ 16 ] |
| 近畿       | JEUGIA 草津A・SQUARE店                   | [ 16 ] |
| 近畿       | さとうバザールタウン舞鶴                 | [ 16 ] |
| 近畿       | Joshin京都１ばん館ディスクピア           | [ 16 ] |
| 近畿       | 大垣書店イオンモール京都桂川店           | [ 16 ] |
| 近畿       | TSUTAYA AVIX福知山店                     | [ 16 ] |
| 近畿       | JEUGIA 三条本店                          | [ 16 ] |
| 近畿       | JEUGIA イオン久御山店                    | [ 16 ] |
| 近畿       | Joshin 日本橋店2F ディスクピア           | [ 16 ] |
| 近畿       | JEUGIA イオン茨木店                      | [ 16 ] |
| 近畿       | 紀伊國屋書店梅田本店DVD                  | [ 16 ] |
| 近畿       | 紀伊國屋書店アリオ鳳店                   | [ 16 ] |
| 近畿       | Music Shop BIG りんくう泉南店            | [ 16 ] |
| 近畿       | 新星堂天王寺ミオ店                       | [ 16 ] |
| 近畿       | Joshin岸和田店ディスクピア               | [ 16 ] |
| 近畿       | エディオンネットショップ                 | [ 16 ] |
| 近畿       | ミヤコ イオンモール伊丹昆陽店            | [ 16 ] |
| 近畿       | 新星堂明石ヨーカドー店                   | [ 16 ] |
| 近畿       | Sound Area Senti                         | [ 16 ] |
| 近畿       | Music Shop BIG 大和郡山店                | [ 16 ] |
| 近畿       | Joshin奈良店ディスクピア                 | [ 16 ] |
| 近畿       | Joshin郡山店ディスクピア                 | [ 16 ] |
| 近畿       | TSUTAYA WAY ガーデンパーク和歌山店       | [ 16 ] |
| 中国・四国 | 今井書店吉成店サウンドスタジアム         | [ 16 ] |
| 中国・四国 | TSUTAYA 角盤町店                         | [ 16 ] |
| 中国・四国 | ブックセンターコスモ出雲店               | [ 16 ] |
| 中国・四国 | ブックセンタージャスト 高津店            | [ 16 ] |
| 中国・四国 | 今井書店グループセンター店 STUDIO WONDER | [ 16 ] |
| 中国・四国 | 紀伊國屋書店ゆめタウン徳島店             | [ 16 ] |
| 中国・四国 | 紀伊國屋書店丸亀店                       | [ 16 ] |
| 中国・四国 | 明屋書店川之江店                         | [ 16 ] |
| 九州・沖縄 | ヨシダ楽器 イオンモール福岡伊都店        | [ 16 ] |
| 九州・沖縄 | 紀伊國屋書店 佐賀店                      | [ 16 ] |
| 九州・沖縄 | 赤い熊さん                               | [ 16 ] |
| 九州・沖縄 | 紀伊國屋書店熊本はません店               | [ 16 ] |
| 九州・沖縄 | 新星堂ゆめタウン光の森店                 | [ 16 ] |
| 九州・沖縄 | エトウ南海堂                             | [ 16 ] |
| 九州・沖縄 | 新星堂イオンモール宮崎店                 | [ 16 ] |
| 九州・沖縄 | ブックスミスミ オプシア                  | [ 16 ] |
| 九州・沖縄 | ブックスミスミ 鹿屋店                    | [ 16 ] |
| 九州・沖縄 | サウンドボックス・ミツトモ               | [ 16 ] |

### リリースまでの経過
2023年5月26日、テレビ朝日「ミュージックステーション」にWANDSが出演。VTR企画の1993年のヒットソングにちなみ、WANDSは同番組初披露となる「愛を語るより口づけをかわそう 〜WANDS 第5期 ver.〜」のパフォーマンスを行った。
同日、2023年8月30日発売の7thアルバム「Version 5.0」がアナウンスされた。
7月15日、「Version 5.0」の収録曲、アルバムジャケット、新アーティスト写真が公開された。
7月22日、「Verion 5.0」収録曲の「愛を叫びたい」のMVが公式YouTubeチャンネルにてプレミア公開された。プレミア公開された後はYouTube Edition（ショートver.）のみ視聴可能となった。
7月28日、「Version 5.0」収録曲の「We Will Never Give Up」のフルサイズが、FM802「FRIDAY Cruisin' Map!!」にて初オンエアとなった。
同日、オフィシャルサイトにアルバム試聴ページがオープン。「We Will Never Give Up」、「RAISE INSIGHT」、「YURA YURA」、「愛を叫びたい」、「カナリア鳴いた頃に」、「世界が終るまでは… [WANDS第5期ver.] 」、「MILLION MILES AWAY [WANDS第5期ver.] 」の試聴が可能となった。これより、毎週アルバム収録の新曲音源が公開され始めた。
8月5日、アルバム試聴ページから「官能SADISTICに濡れて」の試聴が可能となった。
同日、B ZONE所属アーティストのグッズ販売サイト「Musing」における購入特典の絵柄が公開された。
8月10日、本アルバムの応援店オリジナル特典の対象店舗が決定した。
8月12日、アルバム試聴ページから「GET CHANCE GET GROW」の試聴が可能となった。
8月16日、本アルバム収録曲「We will Never give Up」が各種サブスクリプションサービスにて先行配信された。
8月19日、アルバム試聴ページから「WONDER STORY」の試聴が可能となった。
8月21日、本アルバムの発売を記念し、「SPACE SHOWER TV」のマンスリーコンテンツ「イチオシ！」9月度アーティストにWANDSが選ばれた。9月6日には『WANDS MUSIC VIDEO SPECIAL』が、9月17日には『WANDS スペシャル』と『WANDS×BREAKERZ ライブスペシャル “ROCK BONDZ”』が放送された。
8月23日、アルバム試聴ページから「SHOUT OUT!!」の試聴が可能となった。
同日、本アルバムの発売を記念し、タワーレコードあべのHopp店にてエントランス看板が設置されることとなった。期間は8月29日から9月10日まで。
8月24日、本アルバムの発売を記念し、一部の店舗でミニパネルが展示されることが決定した。また、パネル展開催期間中に対象店舗で本アルバムを購入すると、抽選で展示していたパネルがプレゼントされる。ミニパネル展示は8月29日からで、展示の期間は開催店舗によって異なる。
| 地域   | 店舗                               | 出典   |
| ------ | ---------------------------------- | ------ |
| 北海道 | HMV札幌ステラプレイス              | [ 34 ] |
| 岩手県 | タワーレコード 盛岡店              | [ 34 ] |
| 宮城県 | HMV仙台 E BeanS                    | [ 34 ] |
| 東京都 | タワーレコード渋谷店               | [ 34 ] |
| 東京都 | タワーレコード新宿店               | [ 34 ] |
| 東京都 | タワーレコード町田店               | [ 34 ] |
| 東京都 | SHIBUYA TSUTAYA                    | [ 34 ] |
| 千葉県 | タワーレコード津田沼店             | [ 34 ] |
| 埼玉県 | タワーレコードイオンレイクタウン店 | [ 34 ] |
| 愛知県 | HMV栄                              | [ 34 ] |
| 京都府 | タワーレコード京都店               | [ 34 ] |
| 大阪府 | タワーレコード梅田NU茶屋町店       | [ 34 ] |
| 大阪府 | タワーレコードあべのHOOP店         | [ 34 ] |
| 大阪府 | タワーレコードなんばパークス店     | [ 34 ] |
| 大阪府 | Joshin日本橋店 2F ディスクピア     | [ 34 ] |
| 福岡県 | タワーレコード福岡パルコ店         | [ 34 ] |
| 福岡県 | タワーレコードアミュプラザ博多店   | [ 34 ] |

8月26日、アルバム試聴ページから「空へ向かう木のように」の試聴が可能となった。
同日、本アルバムの全曲紹介動画が公式YouTubeにて公開された。

### リリース以降
8月30日、9月1日から9月15日にかけて、新宿駅東口にある街頭ビジョンの「クロス新宿ビジョン」にて、本アルバムに収録の「愛を叫びたい」のMV（90秒間）が放映されることが発表された。
9月4日、千葉テレビのMV番組「ONGAX」にて、「愛を叫びたい」のMVが2023年9月度のラインナップとしてオンエアされることが発表された。

## ライブツアー
2023年4月20日、ライブツアー「WANDS Live Tour 2023」が開催されると発表された。ツアーの期間は、2023年9月6日から9月26日の間で、WANDS第5期としては前年の「WANDS Live Tour 2022 〜FIRST ACT 5th period〜」に続く2度目の全国ツアーとなる。本アルバムを引っ提げたツアーである。
5月24日、ツアータイトルが「WANDS Live Tour 2023 〜SHOUT OUT！〜」に決定した。なお、サブタイトルでは「SHOUT OUT！」と表記されているが、本アルバムに収録されている曲のタイトルは「SHOUT OUT!!」である。
同年1月より、体調と相談しながら活動を続けていくとして復帰したキーボードの木村真也は、いずれの日程にも不参加の形を取った。
| 日程               | 開催地 | 会場                 | 備考                            |
| ------------------ | ------ | -------------------- | ------------------------------- |
| 2023年9月6日 (水)  | 福岡   | Zepp Fukuoka         | WANDSが同地を廻るのは28年ぶり。 |
| 2023年9月7日 (木)  | 大阪   | Zepp Namba (OSAKA)   |                                 |
| 2023年9月10日 (日) | 宮城   | 仙台PIT              | WANDSが同地を廻るのは28年ぶり。 |
| 2023年9月12日 (火) | 北海道 | Zepp Sapporo         | WANDSが同地を廻るのは28年ぶり。 |
| 2023年9月21日 (木) | 愛知   | Zepp Nagoya          |                                 |
| 2023年9月26日 (火) | 東京   | Zepp Haneda（TOKYO） |                                 |

10月6日、ツアーファイナルのZepp Haneda（TOKYO）公演の模様を、10月27日にU-NEXTにてライブ配信および見逃し配信することが発表された。
12月1日、同じくツアーファイナルのZepp Haneda（TOKYO）公演の全曲とドキュメンタリー映像を収録したblu-ray「WANDS Live Tour 2023 〜SHOUT OUT!〜」が2024年2月28日に発売されると発表された。

## 収録内容
| #         | タイトル                                  | 作詞      | 作曲      | 編曲      | 時間  |
| --------- | ----------------------------------------- | --------- | --------- | --------- | ----- |
| 1.        | 「We Will Never Give Up」                 | 上原大史  | 柴崎浩    | 柴崎浩    | 4:10  |
| 2.        | 「GET CHANCE GET GROW」                   | 上原大史  | 柴崎浩    | 柴崎浩    | 4:18  |
| 3.        | 「WONDER STORY」                          | 上原大史  | 上原大史  | 上原大史  | 3:50  |
| 4.        | 「RAISE INSIGHT」                         | 上原大史  | 柴崎浩    | 柴崎浩    | 3:18  |
| 5.        | 「空へ向かう木のように」                  | 上原大史  | 柴崎浩    | 柴崎浩    | 3:37  |
| 6.        | 「官能SADISTICに濡れて」                  | 上原大史  | 柴崎浩    | 柴崎浩    | 3:12  |
| 7.        | 「SHOUT OUT!!」                           | 上原大史  | 上原大史  | 上原大史  | 1:14  |
| 8.        | 「YURA YURA」                             | 上原大史  | 柴崎浩    | 柴崎浩    | 4:11  |
| 9.        | 「愛を叫びたい」                          | 上原大史  | 柴崎浩    | 柴崎浩    | 4:14  |
| 10.       | 「カナリア鳴いた頃に」                    | 上原大史  | 柴崎浩    | 柴崎浩    | 3:51  |
| 11.       | 「世界が終るまでは… [WANDS 第5期 ver.]」  | 上杉昇    | 織田哲郎  | 柴崎浩    | 5:14  |
| 12.       | 「MILLION MILES AWAY [WANDS 第5期 ver.]」 | 上杉昇    | 木村真也  | 柴崎浩    | 4:45  |
| 合計時間: | 合計時間:                                 | 合計時間: | 合計時間: | 合計時間: | 45:54 |

| #  | タイトル                                             | 作詞 | 作曲・編曲 | 備考                                 |
| -- | ---------------------------------------------------- | ---- | ---------- | ------------------------------------ |
| 1. | 「カナリア鳴いた頃に (MUSIC VIDEO)」                 |      |            |                                      |
| 2. | 「YURA YURA (MUSIC VIDEO)」                          |      |            |                                      |
| 3. | 「愛を叫びたい (MUSIC VIDEO)」                       |      |            | 本作リリース記念に新たに製作された。 |
| 4. | 「世界が終るまでは… [WANDS第5期ver.] (MUSIC VIDEO)」 |      |            |                                      |
| 5. | 「RAISE INSIGHT (MUSIC VIDEO)」                      |      |            |                                      |

| #         | タイトル                                    | 作詞      | 作曲      | 編曲      | 備考             | 時間  |
| --------- | ------------------------------------------- | --------- | --------- | --------- | ---------------- | ----- |
| 1.        | 「We Will Never Give Up」                   | 上原大史  | 柴崎浩    | 柴崎浩    |                  | 4:10  |
| 2.        | 「GET CHANCE GET GROW」                     | 上原大史  | 柴崎浩    | 柴崎浩    |                  | 4:18  |
| 3.        | 「WONDER STORY」                            | 上原大史  | 上原大史  | 上原大史  |                  | 3:50  |
| 4.        | 「RAISE INSIGHT」                           | 上原大史  | 柴崎浩    | 柴崎浩    |                  | 3:18  |
| 5.        | 「空へ向かう木のように」                    | 上原大史  | 柴崎浩    | 柴崎浩    |                  | 3:37  |
| 6.        | 「官能SADISTICに濡れて」                    | 上原大史  | 柴崎浩    | 柴崎浩    |                  | 3:12  |
| 7.        | 「SHOUT OUT!!」                             | 上原大史  | 上原大史  | 上原大史  |                  | 1:14  |
| 8.        | 「YURA YURA」                               | 上原大史  | 柴崎浩    | 柴崎浩    |                  | 4:11  |
| 9.        | 「愛を叫びたい」                            | 上原大史  | 柴崎浩    | 柴崎浩    |                  | 4:14  |
| 10.       | 「カナリア鳴いた頃に」                      | 上原大史  | 柴崎浩    | 柴崎浩    |                  | 3:51  |
| 11.       | 「世界が終るまでは… [WANDS 第5期 ver.]」    | 上杉昇    | 織田哲郎  | 柴崎浩    |                  | 5:14  |
| 12.       | 「MILLION MILES AWAY [WANDS 第5期 ver.]」   | 上杉昇    | 木村真也  | 柴崎浩    |                  | 4:45  |
| 13.       | 「ありふれた言葉で [Acoustic Version 5.0]」 | 上杉昇    | 柴崎浩    | 柴崎浩    | ボーナストラック | 3:57  |
| 合計時間: | 合計時間:                                   | 合計時間: | 合計時間: | 合計時間: | 合計時間:        | 49:51 |

| 盤           | 特典内容                                                                         | 出典   |
| ------------ | -------------------------------------------------------------------------------- | ------ |
| 初回限定盤 A | 「愛を叫びたい」MVメイキング映像が視聴できるSPECIAL MOVIE視聴用シリアルナンバー  | [ 16 ] |
| 初回限定盤 B | フォトブックレット                                                               | [ 16 ] |
| 初回限定盤 B | 「愛を叫びたい」MVメイキング映像が視聴できるSPECIAL MOVIE視聴用シリアルナンバー  | [ 16 ] |
| 通常盤       | 「RAISE INSIGHT」MVメイキング映像が視聴できるSPECIAL MOVIE視聴用シリアルナンバー | [ 16 ] |

## 楽曲解説
- シングル収録曲の詳細は、各項目を参照。

1. We Will Never Give Up
  - 2023年7月28日にFM802の「FRIDAY Cruisin' Map!!」にて、フルサイズが初オンエアされた[21]。
  - 同日、オフィシャルサイトにて45秒間の試聴が可能となった。
  - 8月16日、各種サブスクリプションサービスにて先行配信された。
  - 柴崎は、本アルバムはライブツアーでの活動を通して「こういうタイプの曲が欲しい」という気持ちを反映して作った曲が多く、この曲はまさにそれで、ライブの残像が頭の中にある状態で作った[12]。
  - 柴崎は、仮歌を入れて上原に渡し、上原が歌詞とヴォーカルを乗せて返してきたものを受け取った際、より洋楽らしいテイストが強まり、自分はこれ程かっこいい曲を作っただろうかと鳥肌を立てて驚いた程で、上原とこの曲を高く評価している[13]。
  - この曲と次の「GET CHANCE GET GROW」はライブを意識した流れで、声出しが解禁されたライブで会場が一体となって盛り上がる景色を期待したものである[13]。
2. GET CHANCE GET GROW
  - 8月12日、オフィシャルサイトにて45秒間の試聴が可能となった。
  - 柴崎の「出だしが温度低め」というニュアンスが上原にきちんと伝わった曲で、上原も、柴崎の仮歌やメロディと伴奏からそのニュアンスを汲み取ったと語った。柴崎は、わざわざ言ずとも上原が柴崎の意図を理解していることが表れているとしている[45]。
3. WONDER STORY
  - 作詞、作曲、編曲を全て上原大史が手掛けた。なおWANDSの楽曲において作詞、作曲、編曲の全てを単独で務めたのは上原が初。
  - 8月19日、オフィシャルサイトにて45秒間の試聴が可能となった。
  - アルバムに収録できるだけの曲ができたので一枚にまとめたのが本アルバムで、制作の後半に「あとどのような曲が必要か」を話した際、上原が何年も前からストックしていたこの曲を採用した。柴崎は、足りないピースを埋めるのに相応しい曲だと思い、3曲目にこの曲を入れたいという話をしたという[46][47]。
  - 当初サビしかできていなかったが、急遽アルバムに収録することとなったためフルコーラスを作った[46]。ドラム等も上原がアレンジしたものが採用されたので、結果的に編曲も上原が担当する形となった[47]。
4. RAISE INSIGHT
  - 2023年5月17日リリースの20thシングル。
  - 読売テレビ・日本テレビ系アニメ『名探偵コナン』オープニングテーマ（使用期間は2023年3月25日から同年10月21日まで）。
  - 7月28日、オフィシャルサイトにて45秒間の試聴が可能となった。
5. 空へ向かう木のように
  - 8月26日、オフィシャルサイトにて45秒間の試聴が可能となった。
6. 官能SADISTICに濡れて
  - 8月5日、オフィシャルサイトにて45秒間の試聴が可能となった。
  - 「泣きはらした〜」の箇所は柴崎が歌っている[48]。
  - 上原は、サザンオールスターズの桑田佳祐の影響を受けており、この曲の英語と日本語が入り混じった歌詞や「余韻」「哀愁」といったワードはそれがよく表れている部分だという[46]。
  - 上原は、パンチがあってアバンギャルドでイカれた曲にしたいと思っており、柴崎も、「官能SADISTIC」はパンチのあるフレーズだと認識している。メロディのみだと漠然としていたが、力強いフレーズが乗ったことで楽曲として1ランク上がったとしている[46]。
  - 上原は、CD音源メインの時代にはこのような特に「良いこと」を歌っているわけでもないカオスな曲を作ろうという発想にならなかっただろうとしており、柴崎は、だからこそ他の曲を引き立たせることもできるし、ライブやアルバムには必要な曲だと認識している[13]。
7. SHOUT OUT!!
  - 作詞、作曲、編曲を全て上原大史が手掛けた。
  - 8月23日、オフィシャルサイトにて45秒間の試聴が可能となった。
  - アルバム完成間際、もう一曲欲しいという話が出て半日程で作られた曲[45][47]。上原がスマホのアプリで即興的に作った[12]。
  - 上原は、ライブをやっていく中で盛り上げるためだけの曲があってもいいと思い、またこのような曲が前後の曲を引き立たせるアクセントの役割を果たすだろうと語った[45][47]。
  - 上原は、ライブの声出しが解禁されたことで、この曲で声出しの雰囲気を練習しておいてほしいとしている。また、上原と柴崎は、この曲で一緒に歌うことを楽しいと感じてほしいと語った[45]。
  - 上原の言う、この曲のようにオーディエンスを煽るものや「官能SADISTICに濡れて」のような曲も、柴崎は、再始動してライブを重ねてきたからこその成果であり、リアルタイムのWANDSを感じてもらえるアルバムとして成り立たせるうえでは欠かせないものだとしている[13]。
8. YURA YURA
  - 2021年11月3日リリースの19thシングル。
  - 読売テレビ・日本テレビ系アニメ『名探偵コナン』オープニングテーマ（使用期間は2021年10月2日から12月25日）。
  - 7月28日、オフィシャルサイトにて45秒間の試聴が可能となった。
9. 愛を叫びたい
  - 2022年8月23日にリリースされたデジタルシングル。
  - 林遣都が出演するEMシステムズの初めての企業TVCMの主題歌。
  - 2023年7月22日に本作のプロモーションの一環で新たに製作されたMVが公式YouTubeチャンネルにて公開された[20]。
  - 7月28日、オフィシャルサイトにて45秒間の試聴が可能となった。
  - 9月1日から9月15日にかけて、新宿駅東口にある街頭ビジョンの「クロス新宿ビジョン」にて、本楽曲のMV（90秒間）が放映された[36]。
  - 千葉テレビのMV番組「ONGAX」にて、本楽曲のMVが2023年9月度のラインナップとしてオンエアされた[38]。
10. カナリア鳴いた頃に
  - 2021年6月9日リリースの18thシングル。
  - 7月28日、オフィシャルサイトにて45秒間の試聴が可能となった。
11. 世界が終るまでは… [WANDS 第5期 ver.]
  - 1994年6月8日リリースの8thシングルの新録にして2022年8月28日にリリースされたデジタルシングル。
  - 7月28日、オフィシャルサイトにて45秒間の試聴が可能となった。
  - 2023年8月27日に行われた「バスケットボールW杯」の1次リーグ第2戦「日本対フィンランド」において歴史的勝利を収めた日本代表[49]を、WANDS公式Xが本楽曲（本アルバムに収録の[WANDS 第5期 ver.]）のMVを添付した投稿を行い、祝福した[50]。また、9月2日に行われた順位決定リーグO組「日本対カーボベルデ」の試合前のアップにおいて本楽曲（原曲）が流れた[51][52]。
12. MILLION MILES AWAY [WANDS 第5期 ver.]
  - 1995年4月24日リリースの4thアルバム「PIECE OF MY SOUL」および1997年11月6日リリースの2ndベストアルバム「WANDS BEST 〜HISTORICAL BEST ALBUM〜」の収録曲の新録にして19thシングル「YURA YURA」名探偵コナン盤のカップリング曲。
  - 7月28日、オフィシャルサイトにて45秒間の試聴が可能となった。
  - WANDSの歴代ボーカル（上杉昇、和久二郎、上原大史）全員によってレコーディングされた唯一の楽曲。WANDS史上初めて作詞で上杉昇、作曲で木村真也、編曲で柴崎浩と第2期WANDSメンバーの名前が全員クレジットされたバージョン。
    - これをもって、「MILLION MILES AWAY」のアルバム収録が3種全て完了した。
13. ありふれた言葉で [Acoustic Version 5.0]
  - 通常盤にのみ収録のボーナストラック。
    - そのため、オフィシャルサイトにおいての試聴も全曲紹介動画においても公開されず、各種サブスクリプションサービスにおいても聴くことはできない。

  - 1993年7月7日リリースの6thシングル「恋せよ乙女」のカップリング曲の新録。
  - 2番の歌詞はカットされている。
  - 柴崎は、ライブツアー「WANDS Live Tour 2023 〜SHOUT OUT！〜」のアンコールで本楽曲を披露する際に、上原が歌ったら良いものになるだろうと考え、今回セルフカバーをするに至ったと語った[40][53]。

## 参加ミュージシャン
WANDS
- 上原大史
  - Vocals
  - Background Vocals（#1 - #13）
  - All Instruments except Guitar（#3, #7）
- 柴崎浩
  - Guitars
  - Background Vocals（#8）
  - Chase Vocal（#6）
  - All Instruments（#1, #2, #4 - #6, #8 - #13）
  - Mixing（#4, #8 - #12）
- 木村真也
  - Keyboards

ゲストミュージシャン
- 大黒摩季 :  Background Vocals（#11）
- 寺尾広 : Director
- 大里正毅（SATOYAN MUSIC） : Mixing
- 島田勝弘（BIRDMAN MASTERING） : Mastering
  - BIRDMAN MASTERING RROM : Mastering

## 批評
「オリコン」の兒玉澄子は、「『90年代の伝説の継承』ではない、リアルタイムのバンドとしての意思と矜恃が反映された楽曲群」と評価した。
「タワーレコード」のフリーマガジン「bounce」にてWANDSに取材をした北野創は、「bounce」に掲載されたインタビュー記事が「Mikiki」に転載された際、自信の「X」にて「第5期WANDSとしてのスタイルが確立されたといっても過言ではない」との評価を付け加えた。なお、当該インタビュー記事は、2023年下半期における同サイトの記事全体で47番目にアクセス数が多かった。
同じく「bounce」にて本アルバムのレビューを行った長澤香奈は、「ソリッドなギター、豪快なバンド・サウンド、一点を貫くように放つ鋭い歌声」というWANDSのカラーは維持しつつ、「現体制の魅力が伝わる充実作」と評した。また、柴崎がメインで作編曲を手掛けている中、上原による2曲が「いいアクセント」になっていると述べた。なお、「Mikiki」の当該レビュー記事は、同サイトの2023年下半期において最もアクセス数の多いレビュー記事だった。
「Real Sound」の森朋之は、本アルバムに収録された新規楽曲の聴きどころを紐解いたうえで、「2人の言葉通り、『WANDSの新たな可能性』そして『自分ができることを追求する』をダイレクトに示す作品」と評価した。また、「X」にて「#WANDS_Ver5」というハッシュタグのもと、「ずっと聴いていたいアルバム」「今のWANDSを聴いてほしい」など、現に新旧のファンから賞賛の声が寄せられていると指摘した。

## チャート成績
アルバム「Version 5.0」は、2023年9月6日公開の「Billboard Japan Hot Albums」で初登場7位、「Billboard Japan Download Albums」で初登場5位、「Billboard Japan Top Albums Sales」で初登場9位（推定9,149枚の売上）を記録した。
また、9月11日付の「オリコン」の「週間合算アルバムランキング」で初登場6位（換算売上ポイント：11,416PT）、「週間アルバムランキング」で初登場6位（推定10,393枚の売上）、「週間デジタルアルバムランキング」で初登場5位、「週間ROCKアルバムランキング」で初登場1位を記録した。
| 週間チャート                            | 最高順位 | 出典  |
| --------------------------------------- | -------- | ----- |
| Billboard Japan Hot Albums              | 7        | [ 1 ] |
| Billboard Japan Download Albums         | 5        | [ 2 ] |
| Billboard Japan Top Albums Sales        | 9        | [ 3 ] |
| オリコン 週間合算アルバムランキング     | 6        | [ 4 ] |
| オリコン 週間アルバムランキング         | 6        | [ 5 ] |
| オリコン 週間デジタルアルバムランキング | 5        | [ 7 ] |
| オリコン 週間ROCKアルバムランキング     | 1        | [ 8 ] |

9月度の「オリコン」の「月間アルバムランキング」では21位（推定12,773枚の売上）を記録した。「月間ROCKアルバムランキング」では4位を記録した。
| 月間チャート                        | 最高順位 | 出典  |
| ----------------------------------- | -------- | ----- |
| オリコン 月間アルバムランキング     | 21       | [ 6 ] |
| オリコン 月間ROCKアルバムランキング | 4        | [ 9 ] |

### 動画
1. ↑  USENの音楽情報サイト encore (2023-09-01), 「radio encore」 WANDS スペシャル！ 2023年10月7日閲覧。
2. ↑  WANDS Official (2023-08-26), WANDS 「Version 5.0」全曲紹介 2023年10月7日閲覧。